# Disco Inferno
Disco Inferno — студийный альбом диско-фанк-группы The Trammps, вышедший в 1976 году.

## Об альбоме
Композиция «Disco Inferno» вошла в состав музыкального альбома Saturday Night Fever (1977) (саундтрек к одноименному фильму), и Kingpin (1996). Эта песня была использована в фильмах «Лихорадка субботнего вечера», «Мститель», «Охотники за привидениями», а также появлялась в нескольких эпизодах сериала «Детектив Нэш Бриджес».

## Список композиций
Сторона A
1. Body Contact Contract (Gray/Harris/Hendricks) — 6:55
2. Starvin' (Felder/Harris/Tyson/Young) — 7:05
3. I Feel Like I’ve Been Livin’ (On the Dark Side of the Moon) (Baker) — 6:59

Сторона B
1. Disco Inferno (Green/Kersey) — 10:54
2. Don’t Burn No Bridges (Conway/Felder/Tyson) — 6:00
3. You Touch My Hot Line (Akins/Bellmon/Drayton/Turner) — 4:23